# آلیو کیتریج
آلیو کیتریج (انگلیسی: Olive Kitteridge) مجموعه تلویزیونی چهار قسمتی به کارگردانی لیسا چولودنکو است که در سال ۲۰۱۴ منتشر شد. این سریال که در سبک درام برای اچ‌بی‌او ساخته شده، بر پایهٔ مجموعه داستانی با همین نام نوشتهٔ الیزبت استرات و در مورد زندگی یک خانم معلم در شهر کوچکی در آمریکاست. این مجموعه موفق شد در شصت و هفتمین جوایز امی ساعات پربیننده هشت جایزه را از آنِ خود کند.

## داستان
داستان دربارهٔ یک زن نسبتاً پیر به نام آلیو می‌باشد که ظاهراً خیلی بداخلاق و کج‌خلق است اما در واقع وی بسیار آرام و منطقی است و سعی دارد همواره به اطرافیانش کمک‌های زیادی بکند اگرچه ظاهر فربینده اش موجب شده‌است که حتی فرزندانش او را یک مادر وحشتناک تلقی کنند و از وی دوری کنند.